# Johann Adam Heckel

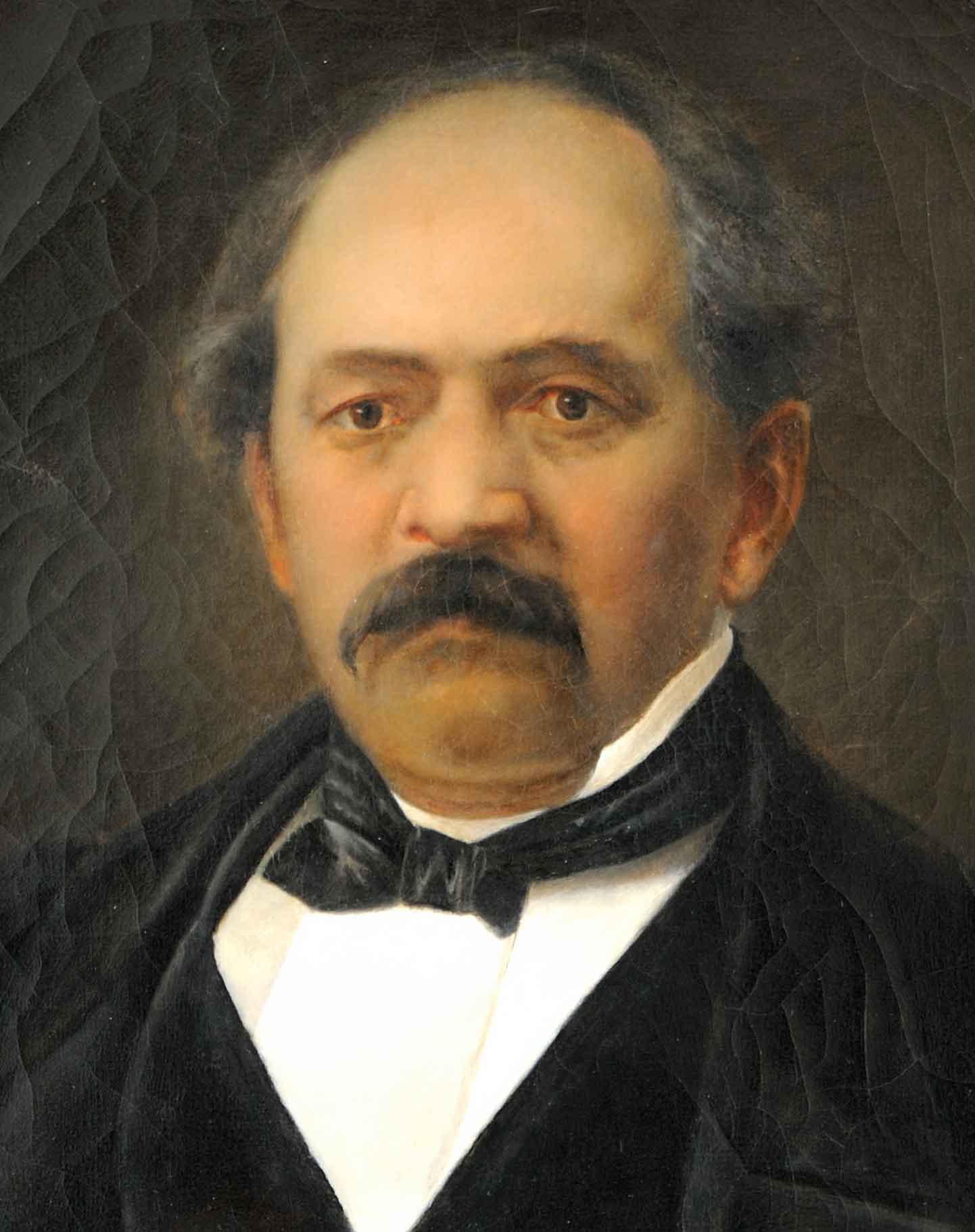
Porträt, Öl auf Leinwand, um 1870

Johann Adam Heckel (* 14. Juli 1812 in Adorf/Vogtland; † 13. April 1877 in Biebrich) war ein deutscher Musikinstrumentenbauer.
Heckel reformierte 1830 die Bauart des Fagotts. 1831 gründete er gemeinsam mit Carl Almenräder die Firma Almenräder und Heckel, das Vorgängerunternehmen der Wilhelm Heckel GmbH. Sie entwickelten das Heckel-Almenräder-Fagott. Mit diesem Fagott ließ sich die ungleiche Qualität einiger Fagottöne beseitigen, die insbesondere in den höheren Kreuztonarten (A, E, H) gestört hatten. Jedoch musste dafür ein gewisser Verlust im Gesamtklang hingenommen werden. Nach dem Tod seines Partners Almenräder führte Johann Adam Heckel die gemeinsam errichtete Instrumentenfabrik alleine weiter. Sein Sohn Wilhelm Heckel (1856–1909) konnte die Klangeinbußen des Heckel-Almenräder-Fagotts später wieder wettmachen und erfand, zusammen mit wiederum dessen Sohn Wilhelm Hermann Heckel (1879–1952) das Heckelphon.   